# Hell In A Cell
Hell In A Cell là một chương trình dạng "xem trả tiền" (pay-per-view) chuyên về các cuộc thi đấu vạt chuyên nghiệp do WWE tổ chức. Nó diễn ra vào ngày 2-10-2011 tại New Orleans, Louisiana. Hell In A Cell là pay-per-view thay thế cho WWE No Mercy vào đầu tháng 10 hàng năm. Đây là năm thứ 3 sự kiện Hell In A Cell được tổ chức.